# ميركو ماريانوفيتش
ميركو ماريانوفيتش هو اقتصادي وسياسي صربي، ولد في 27 يوليو 1937 في كنين في كرواتيا، وتوفي في 21 فبراير 2006 في بلغراد في صربيا. نشط حزبياً في الحزب الاشتراكي الصربي. وقد انتخب رئيس صربيا.